# Oxos-Schatz

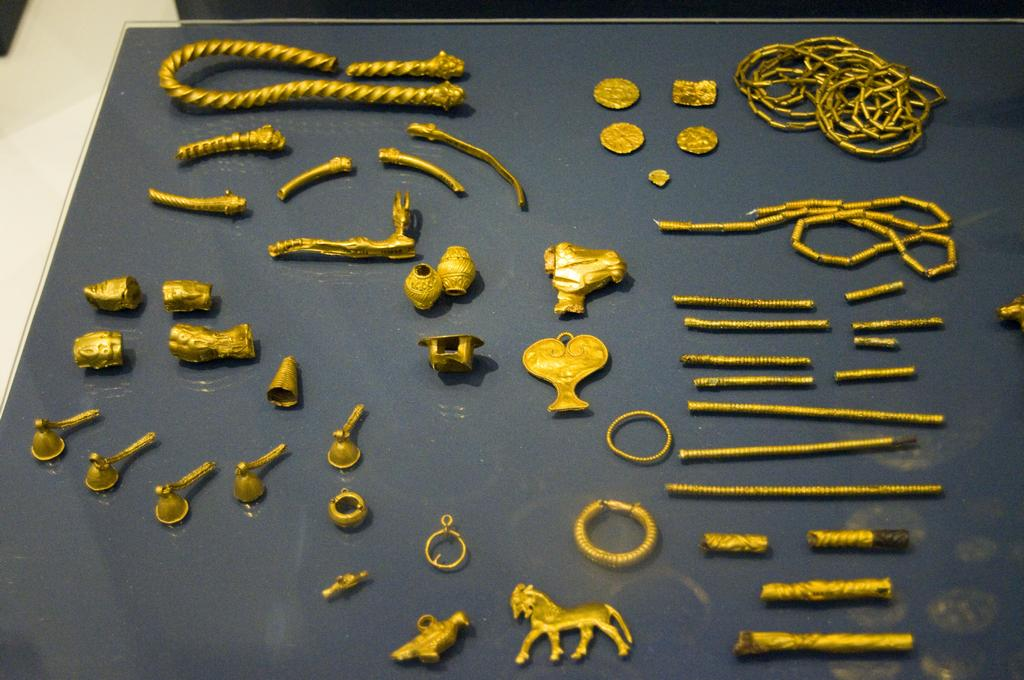
Goldene Objekte aus dem Oxus-Schatz im British Museum

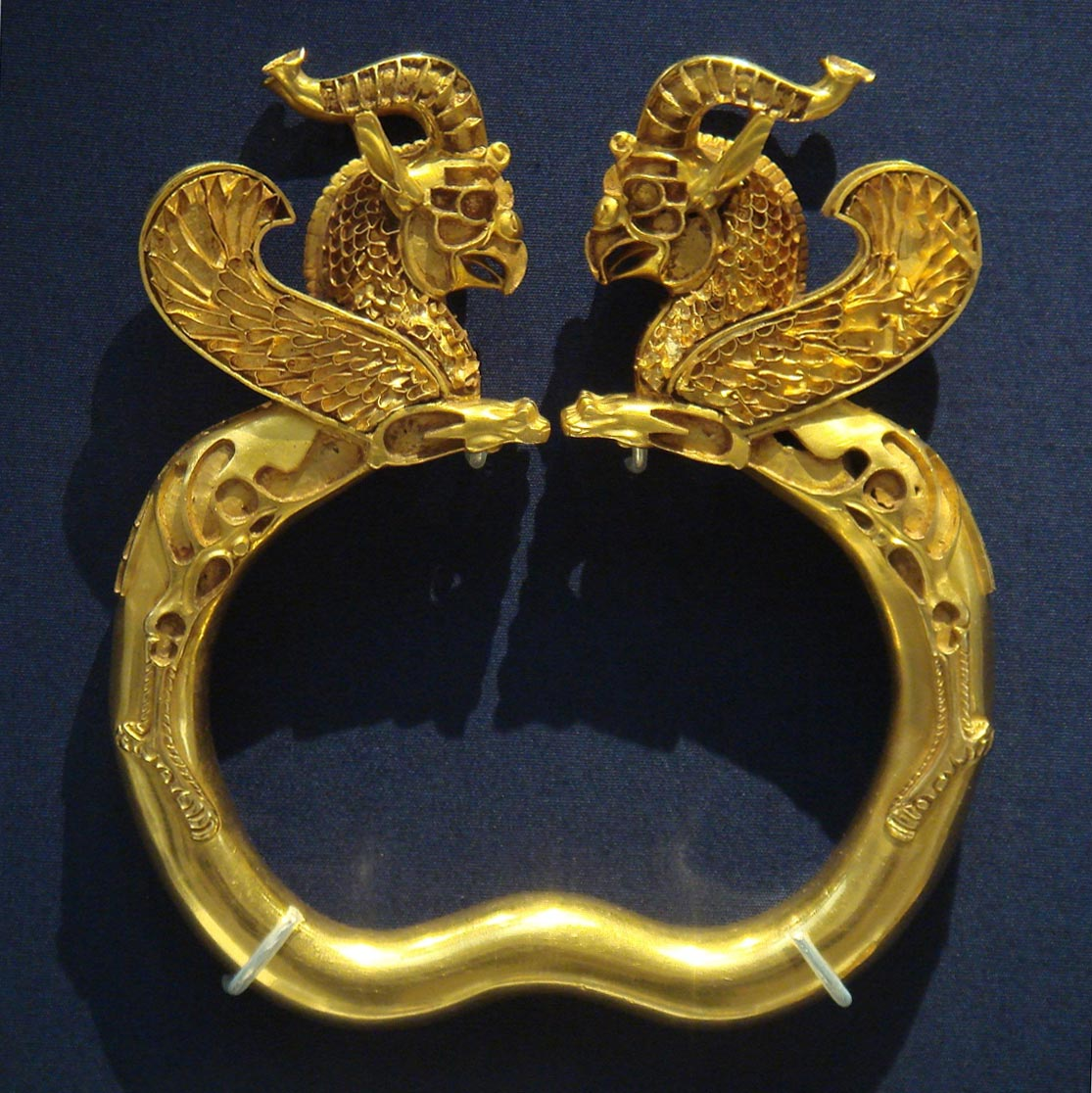
Armreif aus dem Oxus-Schatz

Der Oxus-Schatz (auch Oxos-Schatz oder Amudarja-Schatz) ist eine Sammlung von aus Gold und Silber bestehenden Fundstücken, vor allem aus der Zeit des Achämenidenreiches (6. bis 4. Jahrhundert v. Chr.). Der genaue Fundort in Baktrien ist unklar; er lag am Fluss Oxus, der heute Amudarja heißt. 

## Geschichte
Eine Gruppe von Kaufleuten erstand den Oxus-Schatz 1877. Auf dem Weg von Kabul nach Peschawar wurden sie von Räubern überfallen und gefangen genommen. Der britische political officer Captain F. C. Burton, der bevollmächtigte Vertreter der Zivilverwaltung der angrenzenden Gebiete des Empires in Afghanistan, befreite die Kaufleute und half ihnen, den Oxus-Schatz wiederzubekommen, weshalb sie ihm aus Dankbarkeit einen Armreif schenkten. Er befindet sich heute im Victoria and Albert Museum in London. Die Händler setzten ihren Weg nach Rawalpindi fort, wo der Rest des Schatzes verkauft wurde. Die Fundstücke gelangten schließlich in das British Museum, die meisten durch eine Stiftung von Augustus Wollaston Franks. Die Steineinlagen der Armreife sind verloren.
Dass die Fundstücke aus dem Anfang des 3. Jahrhunderts v. Chr. errichteten Tempel in der befestigten Stadt Tacht-i Sangin oder aus dem nahe gelegenen Tacht-i Kuwad im antiken Baktrien, heute im Süden Tadschikistans, stammen, ist nicht gesichert.

## Art, Form und Datierung der Fundstücke

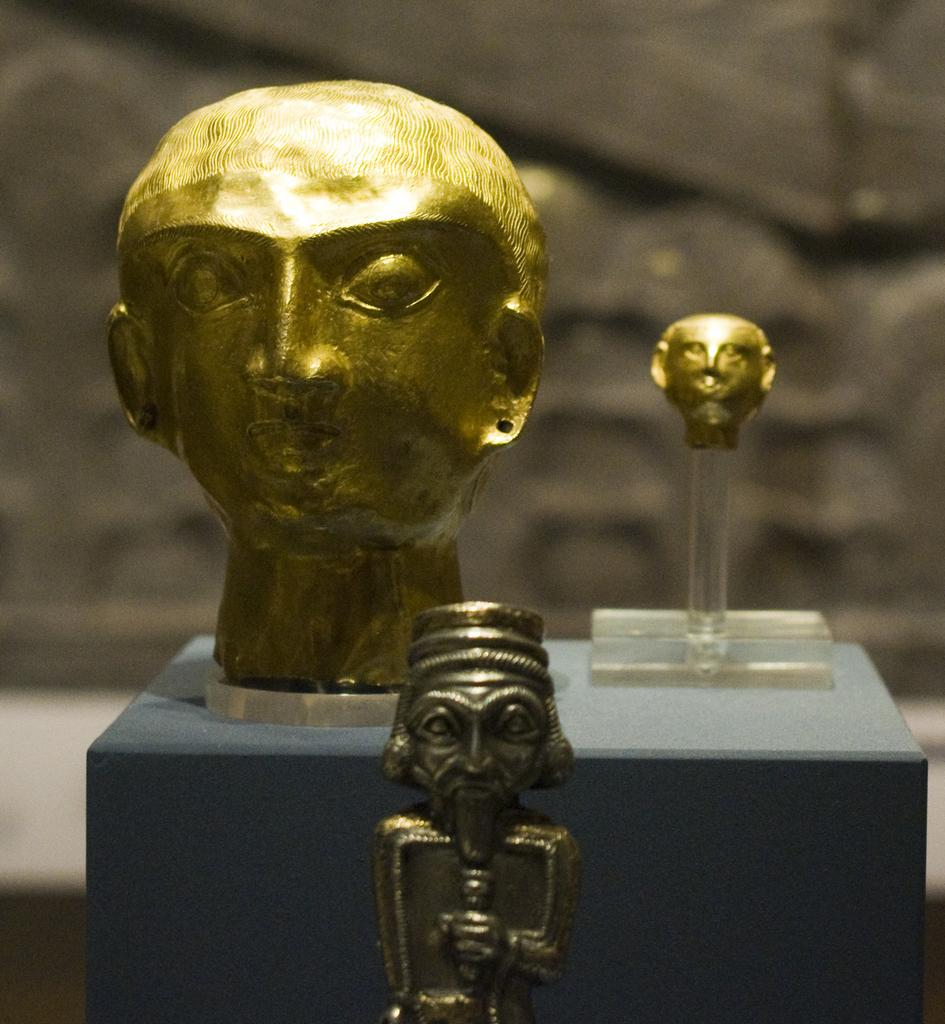
Weitere Objekte des Schatzes

Die Armreifen mit Greifenenden sind typisch für den höfischen Kunststil im achämenidischen Persien. Ähnliche Armreife sind unter anderem auf Reliefs aus Persepolis abgebildet, auf denen sie als Anerkennung vergeben wurden. Xenophon beschrieb, dass Armbänder (neben anderen Dingen) Ehrengeschenke des persischen Königs waren.
Die Fundstücke werden in den Zeitraum vom 7. bis 2. Jahrhundert v. Chr. datiert. Sie werden im Victoria and Albert Museum und vor allem im British Museum ausgestellt.